# 도쿠미쓰역
도쿠미쓰역(일본어: 徳満駅)은 한때일본 홋카이도 데시오 군 도요토미정에 위치한 홋카이도 여객철도 소야 본선의 철도역이다. 역 번호는 W75이며, 단선 승강장 1면 1선의 구조를 갖춘 지상역이다.

## 역 주변
- 국도 제40호선

## 역사
- 1926년 9월 25일 : 일본 철도성의 역으로서 개업. 일반역.
- 1977년 5월 25일 : 화물 취급 폐지.
- 1984년
  - 2월 1일 : 소화물 취급 폐지.
  - 11월 10일 : CTC 도입에 의해 무인역으로 한다.
- 1987년 4월 1일 : 일본국유철도 분할 민영화에 의해, 홋카이도 여객철도가 승계.
- 2021년 3월 13일：이용자 감소에 따라 폐지.

## 인접 역
| 소야 본선                    | 소야 본선   | 소야 본선                    |
| ---------------------------- | ----------- | ---------------------------- |
| W74 도요토미 아사히카와 방면 | ■ 소야 본선 | 가부토누마 W76 왓카나이 방면 |